# Scenopinus buscki
Scenopinus buscki är en tvåvingeart som beskrevs av Kelsey 1969. Scenopinus buscki ingår i släktet Scenopinus och familjen fönsterflugor.
Artens utbredningsområde är Texas. Inga underarter finns listade i Catalogue of Life.